# Cabrobó (kommun)
Cabrobó är en kommun i Brasilien.   Den ligger i delstaten Pernambuco, i den östra delen av landet, 1 200 km nordost om huvudstaden Brasília. Antalet invånare är 30 883.
Följande samhällen finns i Cabrobó:
- Cabrobó

Omgivningarna runt Cabrobó är huvudsakligen savann. Runt Cabrobó är det glesbefolkat, med 17 invånare per kvadratkilometer.